# (7548) Engström
(7548) Engström es un asteroide perteneciente al cinturón de asteroides, descubierto el 16 de marzo de 1980 por Claes-Ingvar Lagerkvist desde el Observatorio de La Silla, Chile.

## Designación y nombre
Designado provisionalmente como 1980 FW2. Fue nombrado Engström en honor al artista y escritor sueco Albert Engström. Nacido en Lönneberga en la provincia sueca de Småland, estudió en Uppsala, donde aprendió griego y latín antes de ingresar  en la  escuela de arte en Gotemburgo.

## Características orbitales
Engström está situado a una distancia media del Sol de 3,145 ua, pudiendo alejarse hasta 3,648 ua y acercarse hasta 2,642 ua. Su excentricidad es 0,159 y la inclinación orbital 0,317 grados. Emplea 2037 días en completar una órbita alrededor del Sol.

## Características físicas
La magnitud absoluta de Engström es 13,5. Tiene 11,067 km de diámetro y su albedo se estima en 0,057.